# Dicranomyia stygipennis
Dicranomyia stygipennis är en tvåvingeart som beskrevs av Alexander 1919. Dicranomyia stygipennis ingår i släktet Dicranomyia och familjen småharkrankar. Inga underarter finns listade i Catalogue of Life.